# Angelica (hrabstwo Shawano)
Angelica – jednostka osadnicza w Stanach Zjednoczonych, w stanie Wisconsin, w hrabstwie Shawano.